# Coleophora niveistrigella
Coleophora niveistrigella é uma espécie de mariposa do gênero Coleophora pertencente à família Coleophoridae.